# La Princesse
Pour La nouvelle de Tchekhov, voir La Princesse (nouvelle).
Pour le film, voir La Princesse (film, 2022).

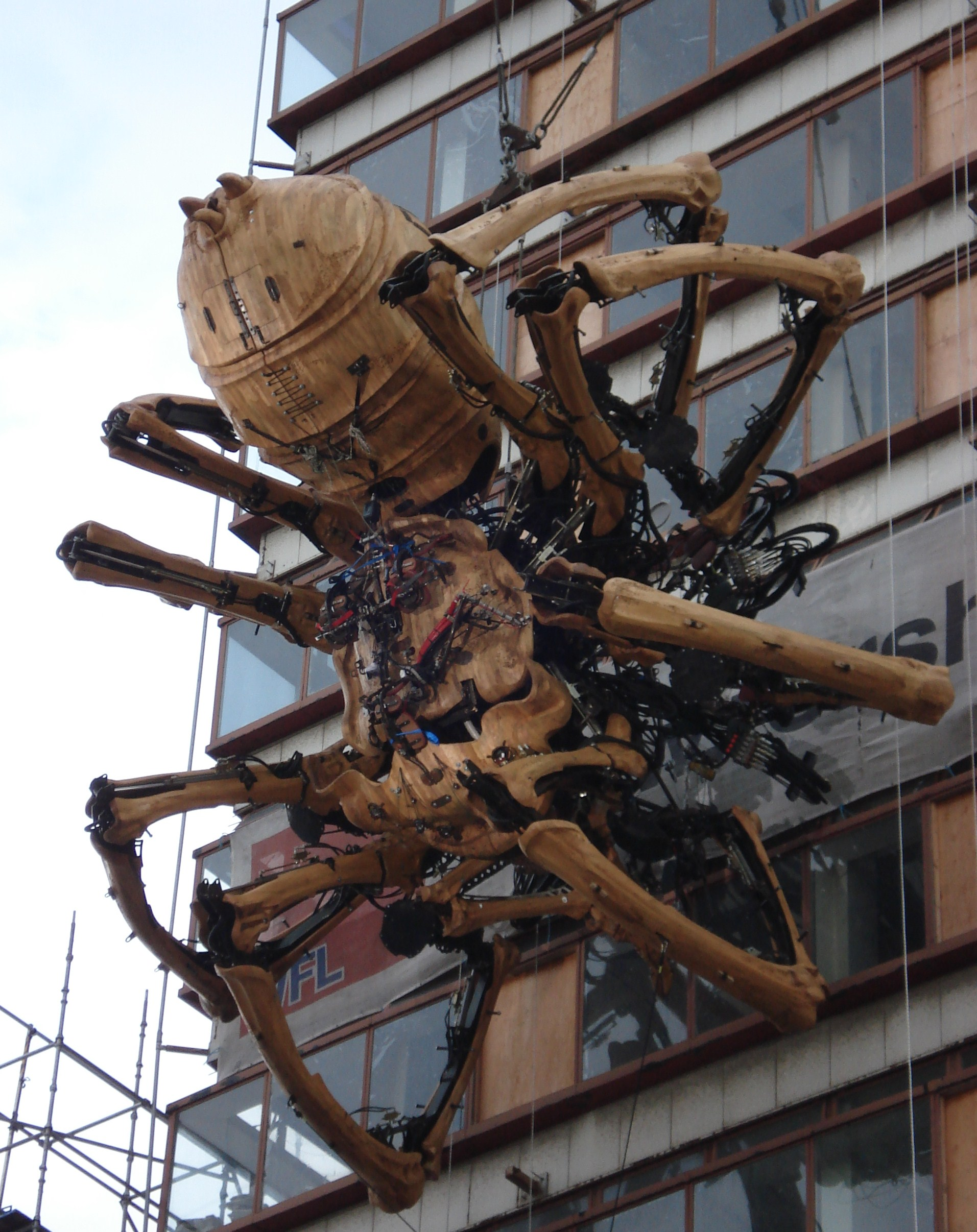
La Princesse sur l'immeuble Concourse House.

La Princesse est une araignée mécanique de 13 mètres de haut, imaginée et pilotée par la compagnie de théâtre de rue française La Machine. Son concepteur est François Delarozière.

## Liverpool
Elle s'est trouvée en Angleterre, à Liverpool, dans le cadre de la nomination de la ville capitale européenne de la culture 2008.
Le mercredi 3 septembre 2008, l'araignée est apparue dans Lime Street, accrochée aux murs de Concourse House, un immeuble de l'architecte Richard Seifert qui était voué à démolition.
Le matin du vendredi 5 septembre 2008, elle fut transférée sur les quais où elle s'éveilla vers midi. On avait averti le public que La Princesse pourrait se lever du pied gauche, et ce fut effectivement le cas : elle aspergea d'eau les curieux.
Le projet aurait coûté un peu plus de 2,2 millions d'euros (1.8£).

## Yokohama
L'araignée s'est retrouvée en 2009 à Yokohama au Japon dans le cadre du 150e anniversaire de l'ouverture du port de la ville.